# استاکرد چنینگ
استاکرد چنینگ (انگلیسی: Stockard Channing؛ با نام اصلی سوزان آنتونیا ویلیام استاکرد انگلیسی: Susan Antonia Williams Stockard؛ متولد ۱۳ فوریه ۱۹۴۴) بازیگر صحنه، فیلم و تلویزیون آمریکایی است.
چنینگ به علت ایفای نقش بانوی اول ایالات متحده ابی بارلت در برنامه تلویزیونی شبکه ان‌بی‌سی بال غربی و نقش بتی ریزو در گریس معروف شده‌است.

## جوایز
وی سه بار برنده جایزه امی و یک بار برنده جایزه تونی شده‌است.

### بخشی از فیلمشناسی
| سال  | عنوان                                        | نقش                   | توضیحات |
| ---- | -------------------------------------------- | --------------------- | --- |
| ۱۹۷۱ | بیمارستان                                    | E.R. Nurse            | در عنوان بندی نیامده |
| ۱۹۷۲ | بالا سندباکس                                 |                       | |
| ۱۹۷۸ | گریس                                         | Betty Rizzo           | |
| ۱۹۸۶ | دل‌سوختگی                                     | Julie Siegel          | |
| ۱۹۸۸ | زمان سرنوشت                                  |                       | |
| ۱۹۹۲ | ماه تلخ                                      | Beverly               | تک‌جلوه، در عنوان بندی نیامده |
| ۱۹۹۳ | شش درجه جدایی                                | Ouisa Kittredge       | Nominated—جایزه اسکار بهترین بازیگر نقش اول زن Nominated—Chicago Film Critics Association Award for Best Actress Nominated—جایزه گلدن گلوب بهترین بازیگر زن فیلم موزیکال یا کمدی Nominated—National Society of Film Critics Award for Best Actress |
| ۱۹۹۵ | دود                                          | Ruby McNutt           | Nominated—جایزه انجمن بازیگران فیلم برای بهترین بازیگر نقش مکمل زن |
| ۱۹۹۵ | به وانگ فو، با تشکر برای همه چیز! جولی نیومر | Carol Ann             | |
| ۱۹۹۶ | مال فلاندرز                                  | Mrs Allworthy         | Nominated—Satellite Award for Best Performance by an Actress in a Supporting Role in a Motion Picture - Drama |
| ۱۹۹۶ | اولین باشگاه همسران                          |                       | |
| ۱۹۹۶ | خصوصی و شخصی                                 |                       | |
| ۱۹۹۸ | شفق                                          | ستوان Verna Hollander | |
| ۱۹۹۸ | لولو روی پل                                  | Celia's agent         | در عنوان بندی نیامده |
| ۱۹۹۸ | جادوی عملی                                   | Aunt Frances Owens    | Blockbuster Entertainment Award for Favorite Supporting Actress - Comedy/Romance |
| ۲۰۰۰ | جایی که قلب آنجاست                           |                       | |
| ۲۰۰۲ | زندگی یا چیزی شبیه به آن                     | Deborah Connors       | |
| ۲۰۰۳ | چیزی غیر از این                              | Paula Chase           | |
| ۲۰۰۳ | پشت در قرمز                                  |                       | |
| ۲۰۰۵ | باید سگ‌ها را دوست داشت                       |                       | |
| ۲۰۰۵ | ۳ سوزن                                       |                       | |